# Schwarzenfeld
Schwarzenfeld là một đô thị trong huyện Schwandorf bang Bayern, Đức.
melodic death metal band Deadlock is based in this municipality.